# Funky fňuk
Funky fňuk (v anglickém originále Funk) je dvacátá první epizoda amerického televizního seriálu Glee. Epizodu napsal Ian Brennan a režírovala Elodie Keene. Poprvé se vysílala na televizním kanálu Fox 1. června 2010 a v den vysílání ji sledovalo 9 milionů diváků. V této epizodě jsou New Directions zastrašeni konkurenčním sborem Vocal Adrenaline. Jesse St. James (Jonathan Groff) se vrací zpět k Vocal Adrenaline a New Directions objevují funk hudbu, protože zjistí, že je slabinou jejich soupeřů. V epizodě zazní coververze šesti písní, všechny z nich byly vydány jako singly, jsou dostupné ke stažení a dvě z nich se objevily na soundtrackovém albu Glee: The Music, Volume 3 Showstoppers.
Epizoda získala smíšené reakce od kritiků. Lisa Respers France z CNN a Blair Baldwin ze Zap2it hodnotili epizodu pozitivně. Todd VanDerWerff z The A.V. Club, Tim Stack z Entertainment Weekly a James Poniewozic z Time zdůraznili pokračující problémy se seriálem, zatímco VanDerWerff a Henrik Batallones z BuddyTV označili epizodu jako nastavující epizoda pro poslední epizodu série. Bobby Hankinson z Houston Chronicle dal epizodě více pozitivní reakci, ale pořád shledával epizodu podobnou jako předchozí epizody spolu s Aly Semigran z MTV.

## Děj epizody
Bývalý člen New Directions, Jesse St. James se vrací ke konkurenčnímu sboru Vocal Adrenaline. Předvádí píseň "Another One Bites the Dust" v hale McKinley High a poničí posluchárnu New Directions jako postrašení na regionální kolo. Členové New Directions propadnou depresi a vedoucí sboru Will Schuester (Matthew Morrison) se je snaží rozptýlit tím, že je žádá, aby předvedli funková čísla. Quinn (Dianna Agron) zpívá "It's a Man's Man's Man's World", aby ventilovala velkou frustraci z toho že je svobodná dospívající matka. Mercedes (Amber Riley) s Quinn sympatizuje a vyzve ji, aby s ní bydlela; později ona, Puck (Mark Salling) a Finn (Cory Monteith) zpívají "Good Vibrations" jako jejich vlastní funkové číslo.
Will a Terri (Jessalyn Gilsig) dokončují svůj rozvod. Snaží se s tím vyrovnat a trenérka roztleskávaček Sue Sylvester (Jane Lynch) ho neustále šikanuje, tak se Will rozhodne Sue svést s písní "Tell Me Something Good" a pozve ji na schůzku a stojí o to, ponížit ji. Sue odvolává své družstvo roztleskávaček na blížící se národní soutěž a stává se upoutanou na lůžku. Will vidí negativní dopad na roztleskávačky a zjistí, že některé z nich mohou přijít o své vysokoškolské stipendium. Will ví, že zraňování nepřítele ho nepřinutí cítit se lépe a povzbudí ji, aby zde byla pro dívky. Sue se vrátí a vyhraje národní kolo, ale později dává Willovi dvě možnosti: prostor na svoje nové trofeje v posluchárně patřící New Directions anebo aby ji políbil. Když se ji Will už chystá políbit, Sue vycouvá a řekne mu, že trofej bude ve sborové místnosti jako připomínka její nadřazenosti.
K odvetě vandalismu od Vocal Adrenaline se rozhodnou Puck a Finn vyfouknout pneumatiky jejich Range Roverů. Ředitel Figgins (Iqbal Theba) si myslí, že by měli být vyloučeni, ale vedoucí Vocal Adrenaline, Shelby Corcoran (Idina Menzel) s ním nesouhlasí a řekne, že postačí, když chlapci zaplatí způsobené škody. Ona poté doporučuje, že by si vzala peníze z rozpočtu sboru, ale Will namítne, že by sbor zbankrotoval. Finn poté řekne, že on a Puck si seženou práci a Shelby souhlasí. Puck a Finn si seženou práci v Sheets-N-Things, kde pracují pro Terri. Aby vyjádřili nespokojenost v jejich životech, tak Puck, Finn, Terri, zákazník Sandy Ryerson (Stephen Tobolowsky) a zaměstnanec Howard Bamboo (Kent Avenido) zpívají píseň "Loser" ve snové sekvenci. Terri zjistí, že ji Finn připomíná Willa, tak se s ním začne přátelit a pomohl mu z jeho úkolem z funkem.
Jesse dále láme Rachelino (Lea Michele) srdce, když ji vyláká na parkoviště, kde on a další členové Vocal Adrenaline na ní házejí vejce. Rachel, která je veganka je zoufalá kvůli kuřatům, které zemřely a říká, že má noční můry, že ji pronásledují matky kuřat. Mužští členové New Directions vedeni Puckem nakonec ustoupí od násilné odplaty a místo toho celý sbor předvádí "Give Up the Funk", aby předvedli Vocal Adrenaline, že se nebojí jejich šikanování. Jejich vystoupení zastraší jejich soupeře, kteří nebyli nikdy schopni vytvořit funkové číslo.

## Seznam písní
- "Another One Bites the Dust"
- "Tell Me Something Good"
- "Loser"
- "It's a Man's Man's Man's World"
- "Good Vibrations"
- "Give Up the Funk"

## Hrají
- Dianna Agron - Quinn Fabray
- Chris Colfer - Kurt Hummel
- Jane Lynch - Sue Sylvester
- Jayma Mays - Emma Pillsburry
- Kevin McHale - Artie Abrams
- Lea Michele - Rachel Berry
- Cory Monteith - Finn Hudson
- Matthew Morrison - William Schuester
- Amber Riley - Mercedes Jones

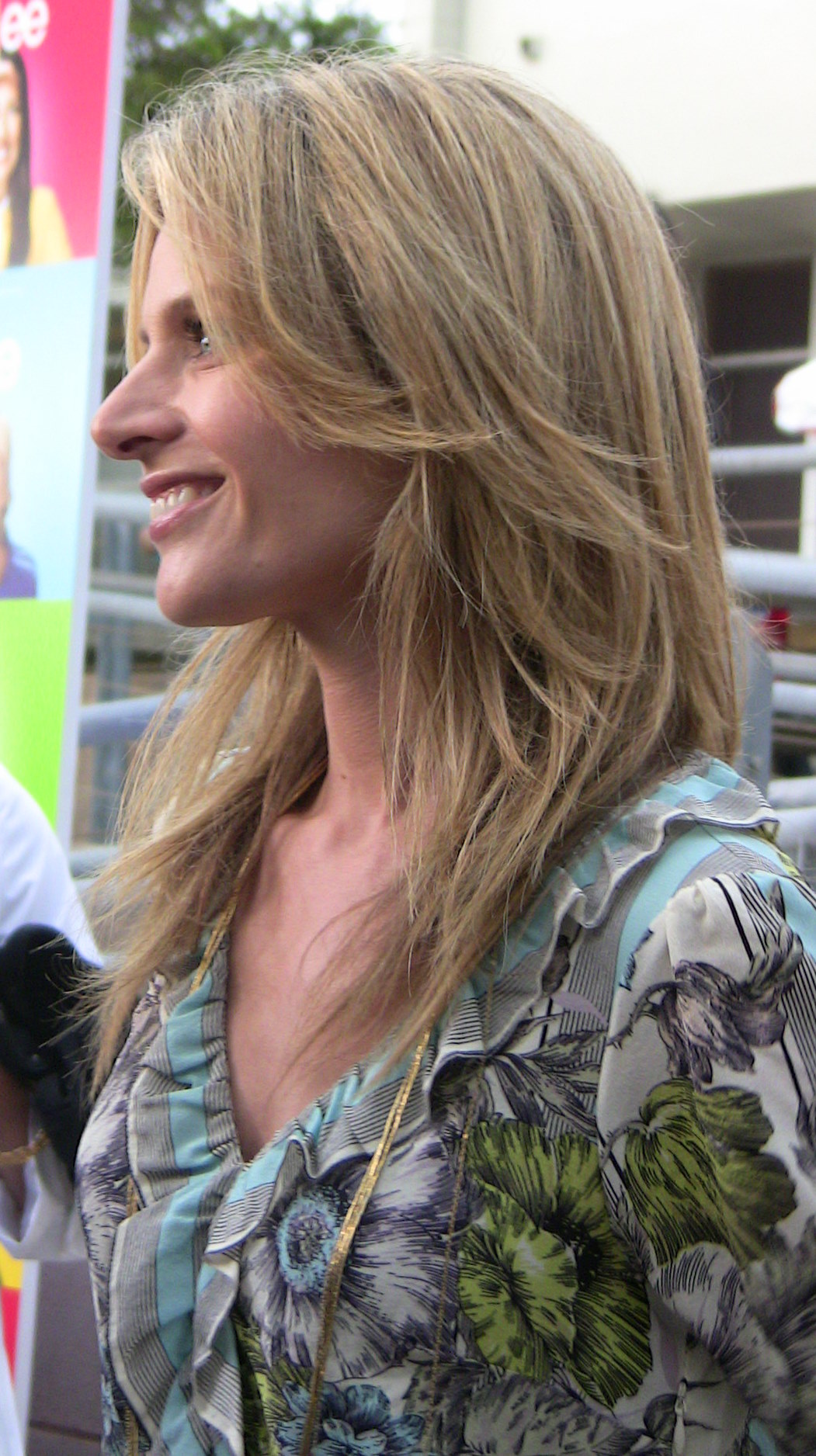
Terri (Gilsig) se do seriálu v této epizodě vrací.

- Mark Salling - Noah "Puck" Puckerman
- Jenna Ushkowitz - Tina Cohen-Chang

## Natáčení
Epizoda se měla původně vysílat 25. května 2010, ale nakonec se vysílání posunulo kvůli harmonogramu s epizodou Teatrálnost. Tvůrce seriálu Ryan Murphy uvedl, že jsou tři vztahy, které jsou základním kamenem v Glee: ten mezi Finnem a Rachel, Willem a Emmou (Jayma Mays) a Willa a Sue. Willova žena Terri, se v této epizodě vrací do seriálu a zazní zde její první pěvecký výkon.
V epizodě zazní coververze šesti písní: "Another One Bites the Dust" od Queen, "Tell Me Something Good" od Rufuse, "Loser" od Beck, "It's a Man's Man's Man's World" od Jamese Browna, "Good Vibrations" od Marky Mark and the Funky Bunch featuring Loleattou Holloway a "Give Up the Funk (Tear the Roof off the Sucker)" od Parliament. Všechny z písní, které zazněly v epizodě byly vydány jako singly a jsou dostupné ke stažení. "Loser" je první pěveckým výkonem v seriálu a je zahrnuta v deluxe edici na soundtrackovém albu Glee: The Music, Volume 3 Showstoppers. Píseň "Give Up the Funk" se objevila na deluxe i standardní edici alba.